# Rondalla
|  | Aquest article tracta sobre el conte popular. Vegeu-ne altres significats a «rondalla (grup)». |

Una rondalla és una narració breu popular que combina elements de fantasia, de llegenda i fets reals, que ix de la literatura oral. La trama sol ser molt senzilla, amb situacions i personatges comuns a tots els pobles i cultures; els personatges, plans, i el temps i l'espai indeterminats. La rondalla és anònim, a més, les rondalles pertanyen a un patrimoni col·lectiu. Són universals en el sentit que els seus trets essencials es retroben amb poques variacions moltes cultures i alhora són profundament locals, perquè s’adapten a les característiques de cada comunitat.
Si avui es classifiquen en la narrativa per a infants, segons Joan Amades (1890-1950) «van constituir, al seu dia, la concreció de tota la saviesa humana, al recer de la qual van formar-se totes les valors més humanes, i el sentir espiritual forjat a travé de centenars i àdhuc de milers de generacions viscudes en totes les latitudes i arreu del planeta». L'estructura fixa amb elements repetitius, en permetia la transmissió oral, l'únic mitjà en temps no gaire llunyans, quan encara no hi havia llibres empresos. Solen tenir una fi feliç, després d'unes peripècies el bons són recabalats i el dolents castigats. Ho narren «d’una manera literàriament atractiva, engrescadora, plaent per a qui les escolta o les llegeix, sense feixugues i explícites consideracions morals».
En català, destaquen l'Aplec de rondalles mallorquines d'en Jordi des Racó recopilades per Mossèn Alcover i les Rondalles Valencianes, recopilades per Enric Valor, les Rondalles del Vallespir recollides per Esteve Casaponça i Les cent millors rondalles populars de Joan Amades.
Amades les classifica en tres menes.
- Rondalles meravelloses amb dues subcategories. En la primera hi intervenen éssers sobrenaturals i sobrehumans i en la segona hi actuen humans dotats de facultats sobrenaturals, sense que hi intervingui cap ésser fantàstic.[7]
- Rondalles de costums, amb persones que resolen els conflictes sense cap ajuda meravellosa, encara que «resulti extravagant i il·lògic».[8]
- Rondalles d'animals, amb animals humanitzats, que s'assemblen a les faules.[8]

## Característiques
La rondalla té una estructura fixa, tant en els personatges com en les paraules per obrir i tancar-la.

### Estructura narrativa
1. Començament: presenten els personatges de la narració i les seves circumstàncies.
2. Conflicte: qualsevol fet o acció que canvia el plantejament inicial.
3. Acció: aquesta és la part clau de la narració, l'equiparable al nus de l'obra. Moment en el qual alguns personatges intenten resoldre el conflicte.
4. Resolució: és el resultat de l'acció dels personatges per resoldre el problema.
5. Situació final: en la part final de la rondalla, tornem a la situació estable del principi, però diferent.

### Personatges
En tota rondalla hi sol haver set menes de personatges, encara que no sempre hi apareixen tots. Aquesta classificació va ser proposada pel folklorista rus Vladímir Propp, seguint la metodologia estructuralista. Els arquetips són:
- L'heroi encarregat de reaccionar davant de les exigències del donant per poder disposar de l'objecte màgic que els ajudarà combatre amb l'antagonista, l'agressor. Aquest serà l'encarregat de combatre amb l'heroi o participa en el combat final. L'heroi al final de l'obra es casa amb la princesa, que simbolitza el premi per la victòria. Amb aquest matrimoni l'heroi esdevé un ésser madur i poderós.
- L'agressor és l'antagonista de l'heroi. A la fi, l'agressor sempre perd.
- El donant que dona l'objecte màgic a l'heroi, figura molt habitual en les rondalles meravelles.
- La princesa apareix en les rondalles meravelloses i sempre exigeix tasques més difícils i arriscades, que servirà per desemmascarar el fals heroi, i fer sobresaltar l'heroi de tots els altres personatges. A la fi, la princesa es casa amb l'heroi.
- Els auxiliars de l'heroi ajuden l'heroi durant l'aventura. En les rondalles meravelloses tenen poders màgics o sobrenaturals.
- El fals heroi s'assembla a l'heroi autèntic, però en fracassar en les tasques exigides es desemmascara.
- La víctima és la persona rescatada per l'heroi.

### Motius
Les rondalies són construït amb motius o tòpics literaris. Són petites unitats de sentit: el déu disfressat d'humà, la poció que fa invencible o invisible, l'infant abandonat que es fill de rei, la cambra prohibida, l'enigma per resoldre, els tres intents abans de reeixir, el monstre invencible que té una feblesa, l'estafador que sembla guanyar però és castigat a la fi… L'antropòleg Stith Thompson (1885-1976) ha publicat entre 1955 i 1958 un inventari de motius conegut com el Motif-Index of Folk-Literature que permet classificar aquests motius en vint-i-cinc categories.

### Obertura
Les rondalles tenen una àmplia gamma de fórmules fixes per a obrir i tancar el relat. Aquesta entrada és un mètode per a endinsar-se en el món on tot és possible i deixar enrere la realitat. Sempre comença amb una fórmula d'encapçalament:
- Hi havia un vegada…[12]
- Hi havia un rei que tenia una filla molt preciosa.[13]
- Això era un homo que li deien en Salom…, Això eren tres germanes fadrines, que estaven totes soletes
- Això era i no era, una vila on hi vivia un pobre pescador…
- Vet aquí que en aquell temps les bèsties parlaven i les persones callaven,[14]
- Açò vol dir que era una viuda que tenia un fill que es deia Pere, Això vol dir que era un ca pagès que mai havia baixat a Vila
- Vol dir que, fa molts anys, una dona vella i malgarbada…
- L'any tirurany, en un lloc de tramuntana, hi van néixer tres germans bessons…
- Fa anys i panys, hi havia un fillet que…
- Vet aquí
en aquells temps
dels set moliners
que tres eren lladres
i quatre usurers
regnava el rei Burrango.[15]

De vegades hi ha una fórmula que se va repetint enmig del relat:
- Camina, caminaràs, i ben lluny arribaràs.
- Soldatet, bon soldatet, si em volguessis fer una caritat, que tu ets jove i jo sóc vellet[16]

### Clausura
Sempre es tanca la rondalla amb una fórmula de clausura, que torna l'oïdor al món real:
- I tots van viure en pau i alegria. I de segur que, si no són morts, encara són vius.[17]
- Van tenir tres fills: el gran va morir ric, el mitjà va morir pobre, el petit va morir penjat, i vet aquí el conte acabat.
- I qui no ho vulgui creure, que ho vagi a veure.
- Tot això que us he explicat ha passat o no ha passat; si no ha passat és mentida, si ha passat és veritat ; I val més creure-ho, que anar-ho a veure.
- I heus aquí un cas com un cabàs! Un home va caure d'esquena, es va trencar el nas.
- I així ho van fer ! I encara ho fan si no s'han aturat, i mentrestant, el conte és acabat.
- I la rondalla ja està dita; si t’ha agradat, menja-te-la frita.
- I no sé què més va passar,
perquè jo allí els vaig deixar
i aquí m'en vaig venir
per poder-vos-ho explicar,
perquè si no hagués vingut
no ho haurieu sabut.[18]
- Conte contat, ja està acabat ; qui se'l creu, anirà al cel ; qui no s'ho creurà, a l'infern a cremar.
- I davall sa porta hi ha un fus; acabat, amén, Jesús.
- I catacric, catacrac
el conte està acabat
i catacrac i catacric
el conte ja està dit.[19]
- I cric i crac, el conte és acabat, i si no és mentida, és veritat.
- Vet ací un gat, vet aquí un gos
vet ací el conte fos.
Vet ací un gos, vet ací un gat
i vet aquí el conte acabat![20]
- I el qui no ho vulgui creure
no beurà vi de la carabassa
ni soritrà a ballar a la plaça.
- Aquí passa un gos, aquí passa un gat, aquest conte ja s'ha fos.[21]
- I el qui no vulgui creure
aquesta rondalla vera
que el seu cap
se li torna de cera.[22]
- I el gall va fer quicquiriquic, i el conte ja està dit.
- I el gall va fer cacaracac, el conte està acabat.
- I tururut, tururut
la guilla ha vingut se l'ha emportat
ha passat per un forat
allí dintre ha restat.
- Un conte us he contat, i res no m'heu donat ; si us ha agradat, bé, i si no, també.
- Una reina tenia tres filles:

una mandarina,
una taronja,
una melmelada,
i aquesta història s'ha acabada.

### Altres característiques de les rondalles
- registre col·loquial
- frases curtes i de sintaxi simple.
- vocabulari bàsic de fàcil comprensió.
- fórmules repetitives al llarg de l'explicació.
- expressions que s'afegeixen a la narració per a mantenir l'atenció de la mainada.
- ús d'onomatopeies i embarbussaments.

## Interpretacions de les rondalles
Al llarg del temps s'han proposat diverses teories sobre el significat de les rondalles, sobre el com, sobre el quan i sobre per què han sorgit aquestes narracions. El 1856, el filòleg Friedrich Max Müller va publicar una teoria mítica o indoeuropea va mitjan segle xix Comparative Mythology, An Essay que era fruit de recerques de filologia comparatiua. Segons aquesta teoria les rondalles serien derivacions degradades dels mites solars indoeuropeus: el cel, la nit, l'albada, el sol i els fenòmens meteorològics. Primer hi va haver el mite primitiu, després les llegendes i posteriorment l'aparició de les rondalles. Abans de la formulació d'aquesta teoria ja hi havia indicis que l'afavorien, ja que els germans Grimm havien posat en relleu les semblances entre les rondalles europees, perses i índiques, i havien postulat l'existència d'un folklore i un pensament comú indoeuropeu.(Josep Temporal, Galàxia Propp)